# Рогатые жаворонки
Рогатые жаворонки (лат. Eremophila) — род воробьиных птиц из семейства жаворонковых (Alaudidae), объединяющий 2 вида.
Род Eremophila был описан в 1838 году Ф. Бойе по типовому виду рогатый жаворонок, который ранее (от К. Линнея) включался в род Alauda. Одновременно Ш. Л. Бонапарт также выделил рогатого жаворонка в самостоятельный род Otocoris. Последнее название употребляется, например, в «Жизни животных» А. Э. Брэма, где в русском переводе ему соответствует ушастые жаворонки.
Представители рода Eremophila получили название за перьевые «рога» у самцов в брачный период. Другой характерной особенностью является наличие светлых (жёлтых — у рогатого жаворонка, белых — у малого рогатого жаворонка) и чёрных полос по бокам головы, образующих маску.
Рогатые жаворонки — птицы открытых пространств, которые гнездятся на земле.

## Классификация
Выделяют 2 вида рогатых жаворонков:
- Eremophila alpestris (Linnaeus, 1758) — Рогатый жаворонок, или обыкновенный рогатый жаворонок, или рюм
- Eremophila bilopha (Temminck, 1823) — Малый рогатый жаворонок

## Вымершие виды
Различают 2 ископаемых вида рогатых жаворонков:
- †Eremophila orkhonensis (поздний Плиоцен Центральной Азии , синоним = Pliocalcarius orkhonensis)
- †Eremophila prealpestris (поздний Плиоцен Выршеца, Болгария)